# Єрківці (Бориспільський район)
Є́рківці — село в Україні, у Бориспільському районі Київської області. Населення становить 1280 осіб.
Входять до Дівичківської сільської об'єднаної територіальної громади.

## Географія
Єрківці розташовані за 17 км від міста Переяслав, що на 70-у кілометрі автомобільної траси  Київ — Черкаси.
Село знаходиться на кордоні рівномірного падіння до Дніпра тієї загальної гряди, яка займає значну частину Лівобережної України. Тут лесова тераса, що сягає у висоту до 10-15 метрів, знижується в напрямку болотистої  місцевості, утвореної трьома протоками-старицями, що відомі під назвами «Стави», «Круглий став», «Жолоб».  Вони перетинають село з заходу на південь. На південно-східній околиці села ці протоки зливаються в одну і мають назву «Булатиця», яка далі тече чітко сформованим руслом уздовж схилу лесової тераси до села Веселого.

## Історія
На території села та поряд з ним виявлено кілька поселень давньоруського часу: на кутках Цьомине та Ждани, в урочищах Стави, Солонці, Вертиби. Одне з них розташоване в ур. Стави, у місці витоку р. Булатиці – пов’язується з селищем Булатчин, яке згадується в жалуваній грамоті князя Олелька Володимировича боярину Олехну Сохновичу (1445 р.).
Назва села, за однією з легенд, пояснюється назвою міфічної річки Ярка, яка нібито колись протікала із заходу від Виртибів на південь до Булатиці. Інша гіпотеза виводить першу назву поселення від ознак рельєфу місцевості – «яри», що трансформувалося в «Ярковці», а потім в «Єрковці».
За іншими переказами село засноване козаком Переяславського полку Єрком до якого приєднались ще кілька козацьких сімей. Так поступово заснувався хутір Єрки, який пізніше переріс у велике село Єрківці. Вперше згадується в історичних документах 1455 року. Село позначене на карті Гійом де Боплана під назвою Ірко. Це дещо підтверджує думку про походження назви з давнішньої форми Єркове, у основі, якої лежить чоловіче ім’я Єрко.
За козаччини село належало до першої Переяславської сотні Переяславського полку Війська Запорозького.
З 1751 року церква св. Михаїла
За описом Київського намісництва 1781 року село відносилось до Переяславського повіту даного намісництва і у ньому нараховувалось: 67 хат — виборних козаків, 64 хат — козаків підпомічників, 107 хат — посполитих, різночинських і козацьких підсусідків. Всього було 238 хат.
За книгою Київського намісництва 1787 року у селі проживало 440 душ. Було у володінні козаків.
Є на мапі 1787 року
З ліквідацією Київського намісництва, село як і увесь Переяславський повіт, перейшло до складу Полтавської губернії.
За даними 1859 року село є «власницьким та козачим»; дворів — 282; населення — 2296 особи (ч. — 1181, ж. — 1115); є православна церква, сільська управа та завод.
У 1880 році село увійшло у новостворену Ковалинську волость Переяславського повіту. Однак, наприкінці XIX століття волосне правління перенесено до села Єрківці і назву волості змінено на Єрковецька.
Після Української революції, та з початком радянсько-української війни Єрківці разом з Дівичками чинили помітний опір загонам Червоної армії у своєму повіті. Красномовною є телеграма від 1 квітня 1920 року Переяславського Повітревкому Полтавському губревкому і губчека «про надання домоги у ліквідації банди, що напала на місто» (маючи на увазі Переяслав). Як пізніше і бійців УПА, місцевих повстанців червоні командири іменують не інакше як «бандити».
| | У Переяславському повіті повне збройне повстання у районі сіл Дівички та Єрківці. Сьогодні нами був висланий з'єднаний загін у кількості 150 чоловік, котрий після запеклого чотирьохгодинного бою був вимушений під сильним натиском добре озброєних бандитів відступити у напрямі Переяслава, причому маються втрати вбитими та пораненими. Банди у кількості п'ятсот чоловік продовжують наступати на місто. Наші сили разом з полтавським загоном від губчека не в змозі затримати наступаючі банди, так як загін погано озброєний і майже немає патронів. Тому просимо у самому терміновому порядку вислати достатньо озброєну силу і по можливості артилерію, ми постараємось ще скільки-небудь місто втримати, якщо ж скоро не буде дана допомога, то місто займуть бандити. Прийміть всі залежні від вас міри про своєчасне надання допомоги. Про час виїзду загону негайно телеграфуйте. Оригінальний текст (рос.) В Переяславском уезде полное вооруженное восстание в районе сел Девички и Ерковцы. Сегодня нами был выслан соединенный отряд в количестве 150 человек, который после упорного четырехчасового боя был вынужден под сильным напором хорошо вооруженных бандитов отступить по направлению Переяслава, причем имеются потери убитыми и ранеными. Банды в количестве пятсот человек продолжают наступать на город. Наши силы вместе с полтавским отрядом от губчека не в состоянии задержать наступающие банды, так как отряд плохо вооружен и почти нет патронов. Посему просим в самом срочном порядке выслать достаточную вооруженную силу и по возможности артилерию, мы постараемся еще сколько-нибудь город удержать, если же скоро не будет дана помощь, то город займут бандиты. Примите все зависящие от вас меры о своевременной подаче помощи. О времени выезда отряда немедлено телеграфируйте. |
| — Переяславский уездвоенком ВЛАСОВ Председатель ревкома НАБЕРЕЖНЫЙ Член коллегии губчека НОВОЖЕНОВ | |

В 1929 році на території села Єрківці було створено 2 колгоспи: «Іскра» і «1 Мая» В 1930 році організувався ще один колгосп — ім. Ворошилова. При цьому було розкуркулено 7 сімей.
Перед Голодомором у селі Єрківці був 671 двір та проживав 3771 мешканець. З них померло від голоду близько 1000 чоловік, встановлено прізвища — 580. Померлі від голоду поховані на сільських кладовищах.

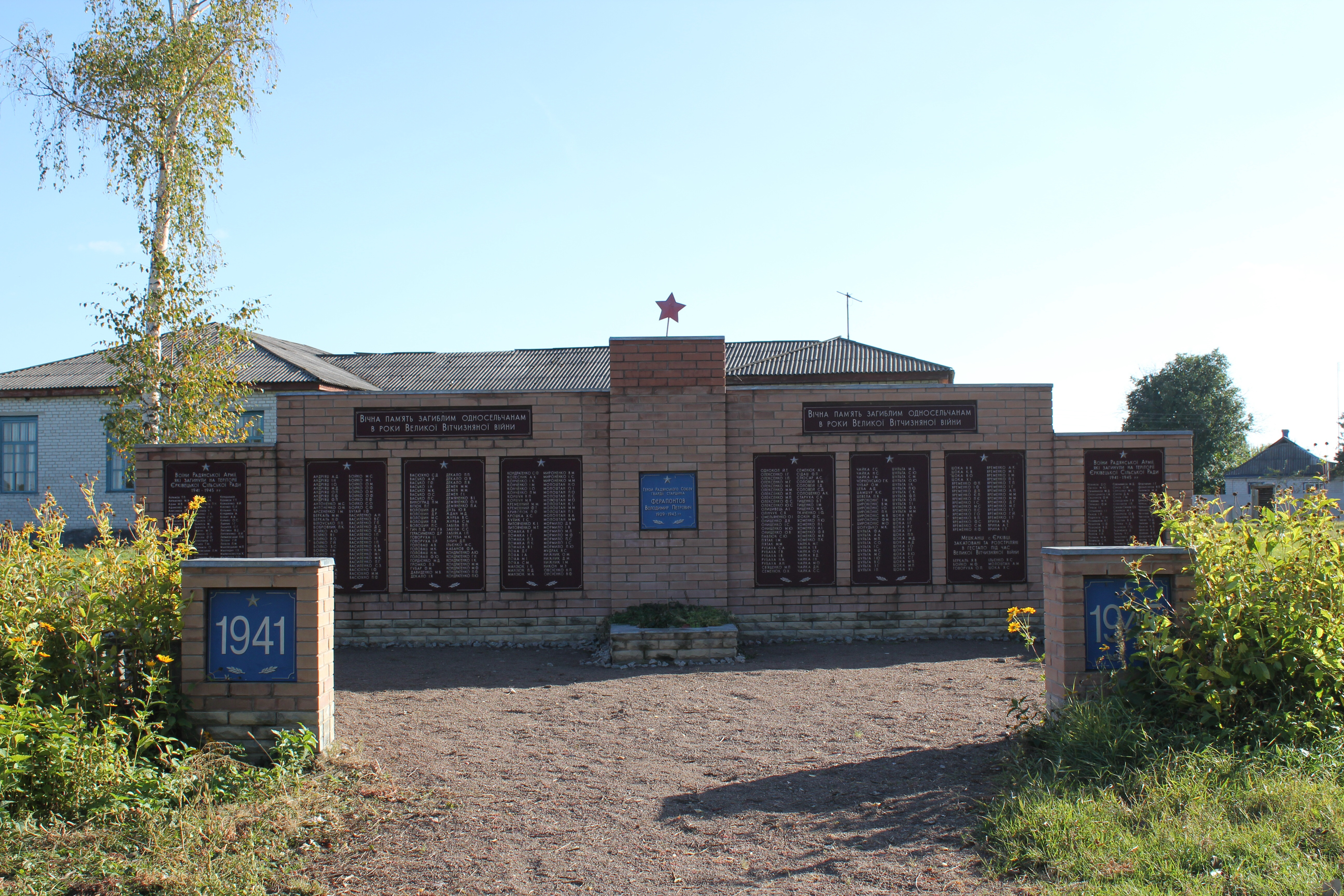
Пам'ятник воїнам-односельцям, які загинули в роки Другої світової війни, село Єрківці, центр села

У роки Німецько-радянської війни з Єрківець воювати пішли близько 500 осіб. 298 з них не повернулись. У селі діяв партизанський загін ім. Щорса, яким керував єрківчанин Микола Яременко.
У листопаді 2017 року Єрківці увійшли до Дівичківської сільської об'єднаної територіальної громади утвореної шляхом об'єднання жителів сіл: Дівички, Єрківці, Ковалин, Стовп'яги, Веселе, Гречаники, Кавказ.

## Населення

### Мова
Розподіл населення за рідною мовою за даними перепису 2001 року:
| Мова            | Кількість | Відсоток |
| --------------- | --------- | -------- |
| українська      | 1231      | 96.17%   |
| російська       | 45        | 3.52%    |
| білоруська      | 1         | 0.08%    |
| інші/не вказали | 3         | 0.23%    |
| Усього          | 1280      | 100%     |

## Інфраструктура, промисловість та об'єкти соціальної сфери

Центральний в'їзд до с. Єрківці

Загальна площа в межах  населеного пункту 622,02 га.
На території сільської ради розташовані та діють СТОВ «Єрківці-2», ПП «Тріумф»  та фермерські господарства: «Геркулес», «Святослав», «Бебешко В.І.», «Стожар», «Скиба О.П.», а також є:
- Навчально-виховне об’єднання «ЗОШ І-ІІІ ст. ДНЗ»;
- Єрківецька амбулаторія загальної практики сімейної медицини;
- Сільська бібліотека;
- Будинок культури;
- Відділення поштового зв’язку;
- Церква св. Архістратига Михаїла.